# Monastère de Tholing
Le monastère de Tholing (tibétain : མཐོ་ལྡིང་དགོན་པ, Wylie : mtho lding dgon pa, chinois : 托林寺 ; pinyin : tuōlín sì) est un monastère de l'école Kadampa du bouddhisme tibétain, crée en 997, pendant le royaume Purang-Gugé. Il est situé à Tholing, dans le xian de Zanda, préfecture de Ngari en région autonome du Tibet.

## Histoire
Le monastère est devenu plus connu internationalement après que Lama Govinda, un moine bouddhiste allemand, accompagné de son épouse, a visité le monastère en 1948. Govinda a présenté au monde extérieur des photos des décorations, des statues et des peintures du monastère. En 1966, pendant la révolution culturelle, les temples ont été détruits ou laissés à l'épreuve des éléments. En l'an 2000, le monastère est en grande partie en ruines. Cependant, il conserve encore de nombreuses images et des dizaines de peintures murales bien conservées, réalisées dans le style tibétain occidental.